# Богемія на літніх Олімпійських іграх 1908
Богемія виступала на літніх Олімпійських іграх 1908 року в Лондоні, Велика Британія окремою спортивною делегацією, хоча країна на той час була частиною Австро-Угорської імперії.
До складу спортивної делегації увійшло 19 спортсменів (усі — чоловіки), які брали участь в 15 змаганнях з 5 видів спорту.
Чеські спортсмени з Австро-Угорщини завоювали дві бронзові медалі: індивідуальну і командну у фехтуванні на шаблях серед чоловіків. Отримання командної медалі було пов'язано зі скандалом: команда Богемії пройшла у фінал, де програла команді Угорщини (також представляла Австро-Угорщину). Згідно з правилами, вони повинні тепер були зустрітися в змаганні за срібну медаль з командою Італії, яка програла угорцям у півфіналі. Однак представники команди Богемії заявили, що правила несправедливі, оскільки вони вже пройшли у фінал, і раз програли боротьбу за золоту медаль, то повинні отримати срібну, а не боротися за неї з тими, хто до фіналу не потрапив. Рішенням суддів, у зв'язку з відмовою команди Богемії змагатись з командою Італії, італійці здобули срібну медаль, а Богемії дісталася бронзова.

## Медалісти
| Медаль | Спортсмен                                                                                        | Спорт      | Змагання          | Дата          |
| ------ | ------------------------------------------------------------------------------------------------ | ---------- | ----------------- | ------------- |
| Бронза | Вілем Гоппольд фон Лобсдорф                                                                      | Фехтування | Чоловіча шабля    | 24 липня 2025 |
| Бронза | Отакар Лада, Властіміл Лада-Сазавськи, Бедріч Шейбал, Ярослав Тучек, Вілем Гоппольд фон Лобсдорф | Фехтування | Командні змагання | 24 липня 2025 |

## Учасники

### Спортивна гімнастика
Богемію представляли два гімнаста — Йозеф Чада, який в індивідуальному заліку зайняв 25-е місце, та Богуміл Гонзатко, який в індивідуальному заліку зайняв 36-е місце.